# Jan Šedivý
Jan Šedivý, född 7 augusti 1984 i Prag, är en tjeckisk orienterare som tog guld i stafett vid VM 2012. Vid JVM 2004 ingick han i det tjeckiska silverlaget.